# Economía de Aragón
La economía de Aragón se basa principalmente en el sector secundario en la industria manufacturera, seguida del sector terciario como la hostelería, comercio y transporte. Y la tradicional agricultura ha quedado rebajada a un tercer plano.
El PIB de Aragón supone un 3% al PIB español y su PIB per cápita esta por encima del de España y con una brecha no muy grande con respecto al de la Unión Europea (UE).

## Economía por sectores

### Sector primario
La agricultura y la ganadería son las dos principales fuentes de riqueza de este sector, ya que cuentan con Denominaciones de Origen junto con relativa fama como el melocotón de Calanda, Aceite del Bajo Aragón, el vino del somontano, el Jamón de Teruel o por la nativa rasa aragonesa.
El sector primario en Aragón ocupa un 5.7%, que supera la aportación de la agricultura a otros PIB de países desarrollados o CCAA de España. Aragón, de gran tradición agrícola y ganadera tiene casi 10 000 empresas que se dedican a este sector y casi 40 000 personas dedicándose a la actividad.
También la crisis de 2008 afectó al sector haciendo decaer la mano de obra, el número de empresas y su actividad.
La principal producción es de origen animal es la producción de ganado porcino dejando en un segundo plano a la tradicional ganadería ovina (ovejas) y caprina (cabras).

### Sector secundario
La industria en Aragón tiene un peso muy importante, ya que aporta casi un 30% del PIB. Los principales productos industriales producidos en la Comunidad Autónoma son los vehículos de motor y piezas de vehículos y componentes, entre las que destaca la fábrica de Opel en el Polígono de Entrerríos de Zaragoza. Otras industrias importantes son la papelera como Saica o la producción de energía en Andorra.
El inconveniente observado es la desigualad de las zonas, debido a que durante la década de los setenta y los Planes de desarrollo se desarrollaron diversas zonas territoriales, dejando descuidadas otras. Es el caso de Aragón, donde la mayor actividad industrial se encuentra en Zaragoza, dejando de lado las otras dos provincias con escasa actividad industrial y provocando un Éxodo rural.
| Producto Industrial         | Ventas en 2017(en miles de euros) | % del PIB |
| --------------------------- | --------------------------------- | --------- |
| Vehículos y sus componentes | 5.658                             | 27.2      |
| Alimentos                   | 2.787                             | 13.5      |
| Papelería                   | 1500                              | 7.1       |
| Producción de energía       | 841                               | 4         |

### Sector terciario
En Aragón el sector servicios tenía un peso muy relevante comparado con otras comunidades, además la mayor actividad del sector se centra en Zaragoza y su periferia. Aunque en las zona urbanas no superiores a los 100.000 habitantes tienen más cantidad de servicios que las zonas intermedias y las rurales.
Aun los escasos servicios, Aragón tiene desarrollados sectores favorables como la Plataforma logística de Zaragoza, que es la mayor de Europa y conecta con Francia y Cataluña por su situación portuaria. También el complejo Dinópolis de Teruel que explota el hallazgo de fósiles en la zona, el parque tecnológico Walqa de Huesca que posee varias empresas que se desarrollan allí y TechnoPark MotorLand en Alcañiz dedicado al I+D del sector del motor.

## Turismo
El turismo en Aragón constituye una actividad económica de creciente importancia dentro del sector terciario, tanto por el número de visitantes como por su impacto en el empleo y en la renta regional. La comunidad ofrece una amplia variedad de recursos turísticos que incluyen patrimonio histórico-artístico, espacios naturales, turismo cultural, de nieve y gastronómico.
Entre sus principales destinos destacan Zaragoza, con su patrimonio mudéjar declarado Patrimonio de la Humanidad por la Unesco y la Basílica del Pilar, así como las provincias de Huesca y Teruel, conocidas por sus entornos naturales y monumentales. En el Pirineo aragonés se ubican importantes estaciones de esquí como Formigal, Cerler y Candanchú, que atraen a miles de visitantes durante la temporada invernal.
En el ámbito natural, el Parque nacional de Ordesa y Monte Perdido y otros espacios protegidos forman parte de la oferta de ecoturismo y turismo activo. La provincia de Teruel, por su parte, combina el atractivo de su casco histórico mudéjar con propuestas como Dinópolis, orientado al turismo familiar.